# Johannes Fabri de Werdea
Johannes Fabri de Werdea (oder de Donawerdt; eigentlich Johann Obermayer; * unbekannt, vermutlich zwischen 1440 und 1450 in Donauwörth; † 1505) war ein bayerischer Dichter (Latein und Deutsch), Humanist, Jurist und herzoglich sächsischer Rat.

## Leben
Fabri de Werdea studierte an der Universität Leipzig (1470, Baccalaureus 1471, Magister 1476) und promovierte zum Doktor der Rechte. Ab 1480 war er Notar bzw. Universitätssekretär der Universität. Mit dem Jahr 1481 gehörte er dem Collegium principis an. Er wirkte 1486 als Rektor der Universität Leipzig. 1487 war er Dekan der Philosophischen Fakultät. Er gab Vorlesungen zu Literatur, Sprache, Recht, Moral und Philosophie. 1491 wurde er von der Universität Leipzig zum Papst Innozenz VIII. nach Rom geschickt. Nach Auseinandersetzungen mit der Fakultät wurde er 1499 von seinen Ämtern entbunden. Sein wichtigstes Werk ist eine Sammlung deutscher Sprichwörter.

## Werke (Auswahl)
- Proverbia metrica et vulgariter rytmisata..., Leipzig 1490/1500, Augsburg 1505
- Proverbia metrica, Leipzig 1492/95
- Tractatulus de mediis, quibus ad beatam vitam perveniri poterit, Leipzig 1495/1500
- Carmen de quarundam dictionum recta pronunciatione, Leipzig 1497/98
- Tractatulus de eo An licitum sit diebus festiuis intendere bonarum artium disciplinis, Leipzig 1497/1500
- Carmen de litteratura nominis Vergilii Leipzig 1498/1500
- Tractatus de modo docendi alios, Leipzig 1498/1500
- Tractatus de privilegiis pauperum, Leipzig 1498/1400